# Antônio Carlos Konder Reis
Antônio Carlos Konder Reis GOMM (Itajaí, 16 de dezembro de 1924 — Itajaí, 12 de junho de 2018) foi um advogado, escritor e político brasileiro filiado ao Democratas (DEM). Por Santa Catarina, foi governador e senador, ambos por dois mandatos, deputado federal durante quatro mandatos e deputado estadual por dois.

## Vida
Oriundo de uma família de políticos, filho de Oswaldo dos Reis e Elisabeth Konder Reis, irmão do poeta Marcos Konder Reis e sobrinho de Adolfo Konder, Arno Konder, Vítor Konder e Marcos Konder. Ele e Lauro Müller são os itajaienses que mais serviram em cargos públicos.

## Carreira

Antônio Carlos Konder Reis, em 1975.

Participou, em 1946, do Congresso Nacional dos Estudantes, sendo eleito secretário de intercâmbio da UNE.
Foi deputado à Assembleia Legislativa de Santa Catarina na 1ª legislatura (1947 — 1951) e na 2ª legislatura (1951 — 1955), eleito pela União Democrática Nacional (UDN).
Foi deputado à Câmara dos Deputados por Santa Catarina na 40ª legislatura (1955 — 1959) e na 51ª legislatura (1999 — 2003), senador (1963 — 1975), vice-governador (1991 — 1995) e governador biônico de Santa Catarina (1975 — 1979) e novamente governador de Santa Catarina em 1994, depois da renúncia do titular Vilson Kleinubing. Em 1979 foi sucedido pelo seu primo Jorge Bornhausen no governo de Santa Catarina. Durante o primeiro período como governador, sua irmã Maria Pompéia Konder Reis Malburg cumpria os ritos necessários como primeira-dama, pois Konder Reis era solteiro.
Foi membro da Academia Catarinense de Letras, empossado na cadeira 22 em 30 de março de 1983.
Em 1994, como governador, Konder Reis foi condecorado pelo presidente Itamar Franco com a Ordem do Mérito Militar no grau de Grande-Oficial especial.

## Morte
Residia nos últimos anos na praia da Armação do Itapocorói, no balneário de Penha. Morreu em Itajaí em 12 de junho de 2018, onde foi sepultado no Cemitério da Fazenda.

## Obras
- Adolpho Konder. Florianópolis: Secom, 1984.
- Em defesa da colonização alemã. Fpolis: Catarinense, 1949.
- Missão na ONU. Brasília: Imprensa Nacional, 1964.
- Missão em Nova Delhi. Brasília: G. Senado, 1968.
- Problemas da pesca. 1971.
- A propósito dos rumos do desenvolvimento brasileiro. 1971.
- Abertura e desenvolvimento político. Brasília: Senado, 1972.
- O imposto de vendas e consignações. 1948.
- O papado através da história. 1950.
- Relatório sobre o projeto de Constituição do Brasil. 1967.
- Encurtando distâncias 1. Florianópolis: IOESC, 1977.
- Encurtando distâncias 2. Florianópolis: IOESC, 1977.
- Encurtando Distâncias 3. Florianópolis: IOESC, 1979.
- Encurtando Distâncias 4. Florianópolis: IOESC, 1979.
- ONU – 1972. Brasília: Senado, 1973.
- Discurso na posse de Antonio Carlos Konder Reis na Academia Catarinense de Letras. Florianópolis: ACL, 1983. (com Silveira Júnior)